# 유사 태양
유사 태양(類似太陽, Solar analog)이란 태양(太陽)과 비슷한 항성(恒星)들을 일컫는 말이다. 쌍둥이 태양(Solar twin)은 유사 태양보다 더 태양과 가까운 존재를 부르는 말이다. 태양형(太陽型, Solar-type)은 태양과 비슷하기는 하나 유사 태양이나 쌍둥이 태양만큼 비슷하지는 않은 존재를 가리킨다. 이들의 존재는 우리 지구와 같이 생명이 탄생할 가능성이 있는 외계 행성을 찾는 데 있어 중요하다.

## 태양과 비슷한 정도에 따른 분류
위에 언급한 세 가지 유사 태양의 종류는 천체 관측 기술이 발달한 정도를 보여주는 지표이다. 기술이 발달하면서 최초 태양형 수준으로 근사하게 유사한 별을 찾아내던 수준에서 유사태양 목록을 얻게 되었으며, 최근 쌍둥이 태양을 다시 가려 내는 단계에 이르렀다.
태양과 얼마나 비슷한지를 판단하는 데에는 여러 물리적 값을 태양과 비교하는 방법을 쓰는데, 대표적인 수치로 표면온도가 있다. 표면온도는 색지수를 통해 알 수 있다. 태양과 비슷하지 않은 항성들 사이에는 이런 교차검증법을 사용할 수 없다.

### 태양형

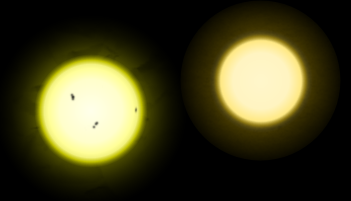
태양(왼쪽)은 고래자리 타우(오른쪽)와 비슷하나, 조금 더 뜨겁고 밝다.

이들은 태양과 엇비슷하다. 주계열성(主系列星)이며 B-V 색지수(色指數)는 0.48에서 0.80 사이이다. 태양의 색지수는 0.65이다. 이 범위를 분광형(分光型) 기준으로 변환하면 F8V에서 K2V까지가 해당되며 색지수로는 0.50에서 1.00 사이이다.
태양형에 해당하는 항성은 주계열에 머무는 기간 중 자기제동 때문에 자전속도가 느려지고 이는 항성의 나이를 정확히 측정하기 어렵게 만든다. 마마이엑-힐렌브랜드(2008년)는 지구로부터 16 파섹 이내에 있는 태양형 항성(F8V ~ K2V) 108 개의 채층 활동을 관측, 나이를 측정했다.(칼슘, 수소, 칼륨 방출선을 이용했다.)
아래 표에는 지구로부터 50 광년 안에 있으면서 태양형 항성의 기준을 충족하는 별들 중 일부를 실었다.
| 천체명                | J2000 좌표    | J2000 좌표     | 거리 (ly) | 분광형 | 표면온도 (K) | 중원소함량 (지수) | 출처  |
| 천체명                | 적경          | 적위           | 거리 (ly) | 분광형 | 표면온도 (K) | 중원소함량 (지수) | 출처  |
| --------------------- | ------------- | -------------- | --------- | ------ | ------------ | ----------------- | ----- |
| 에리다누스자리 엡실론 | 03h 32m 55.8s | −09° 27′ 29.7″ | 10.5      | K2V    | 5,153        | −0.11             | [ 4 ] |
| 고래자리 타우         | 01h 44m 04.1s | −15° 56′ 15″   | 11.9      | G8V    | 5,344        | –0.52             | [ 5 ] |
| 에리다누스자리 40 A   | 04h 15m 16.3s | −07° 39′ 10″   | 16.5      | K1V    | 5,126        | –0.31             | [ 5 ] |
| 에리다누스자리 82     | 03h 19m 55.7s | −43° 04′ 11.2″ | 19.8      | G8V    | 5,338        | –0.54             | [ 6 ] |
| 공작자리 델타         | 20h 08m 43.6s | −66° 10′ 55″   | 19.9      | G8IV   | 5,604        | +0.33             | [ 4 ] |
| HR 7722               | 20h 15m 17.4s | −27° 01′ 59″   | 28.8      | K2V    | 5,166        | −0.04             | [ 4 ] |
| 글리제 86 A           | 02h 10m 25.9s | −50° 49′ 25″   | 35.2      | G9V    | 5,163        | −0.24             | [ 5 ] |
| 물고기자리 54         | 00h 39m 21.8s | +21° 15′ 02″   | 36.1      | K0V    | 5,129        | +0.19             | [ 6 ] |
| 마차부자리 V538       | 05h 41m 20.3s | +53° 28′ 51.8″ | 39.9      | K1V    | 3,500–5,000  | −0.20             | [ 6 ] |
| HD 14412              | 02h 18m 58.5s | −25° 56′ 45″   | 41.3      | G5V    | 5,432        | −0.46             | [ 6 ] |
| HR 4587               | 12h 00m 44.3s | −10° 26′ 45.7″ | 42.1      | G8IV   | 5,538        | 0.18              | [ 6 ] |
| HD 172051             | 18h 38m 53.4s | −21° 03′ 07″   | 42.7      | G5V    | 5,610        | −0.32             | [ 6 ] |
| 허큘리스자리 72       | 17h 20m 39.6s | +32° 28′ 04″   | 46.9      | G0V    | 5,662        | −0.37             | [ 6 ] |
| HD 196761             | 20h 40m 11.8s | −23° 46′ 26″   | 46.9      | G8V    | 5,415        | −0.31             | [ 4 ] |
| 이리자리 누2          | 15h 21m 48.1s | −48° 19′ 03″   | 47.5      | G4V    | 5,664        | −0.34             | [ 4 ] |

### 유사 태양
이들은 태양형 중에서도 측광학(測光學)적으로 태양과 유사한 존재들이다. 다음 조건을 만족해야 한다.
- 태양 표면 온도와의 차이는 500K 이하여야 함.(5200 ~ 6300K)
- 중원소 함유량이 태양의 50~200% 사이임.(지수로는 ± 0.3) 이는 해당 항성이 태어날 적 원시행성계 원반에 있던 무거운 물질의 양이 태양계의 초기 상태와 비슷해야 한다는 뜻이다.
- 근처에 공전주기 10일 이내의 동반체(同伴體)가 없어야 한다. 이들 동반체는 항성의 표층(表層) 활동을 촉진시키기 때문이다.

태양과 비교할 때 유사 태양은 쌍둥이 태양만큼의 일치성을 보이지는 않는다. 아래 표는 지구로부터 50 광년 이내에 있는 유사 태양 일부를 수록한 것으로, 정렬기준은 지구로부터 가까운 순서이다.
| 천체명                  | J2000 좌표     | J2000 좌표   | 거리 (ly) | 분광형  | 표면온도 (K) | 중원소함량 (지수) | 출처         |
| 천체명                  | 적경           | 적위         | 거리 (ly) | 분광형  | 표면온도 (K) | 중원소함량 (지수) | 출처         |
| ----------------------- | -------------- | ------------ | --------- | ------- | ------------ | ----------------- | ------------ |
| 센타우루스자리 알파 A   | 14h 39m 36.5s  | −60° 50′ 02″ | 4.37      | G2V     | 5,847        | +0.24             | [ 7 ]        |
| 센타우루스자리 알파 B   | 14h 39m 35.0s  | −60° 50′ 14″ | 4.37      | K1V     | 5,316        | +0.25             | [ 7 ]        |
| 뱀주인자리 70 A         | 18h 05m 27.3s  | +02° 30′ 00″ | 16.6      | K0V     | 5,314        | −0.02             | [ 8 ]        |
| 용자리 시그마           | 19h 32m 21.6s  | +69° 39′ 40″ | 18.8      | K0V     | 5,297        | −0.20             | [ 9 ]        |
| 카시오페이아자리 에타 A | 00h 49m 06.3s  | +57° 48′ 55″ | 19.4      | G0V     | 5,941        | −0.17             | [ 10 ]       |
| 물고기자리 107          | 01h 42m 29.8s  | +20° 16′ 07″ | 24.4      | K1V     | 5,242        | −0.04             | [ 6 ] [ 11 ] |
| 사냥개자리 베타         | 12h 33m 44.5s  | +41° 21′ 27″ | 27.4      | G0V     | 5,930        | −0.30             | [ 6 ]        |
| 처녀자리 61             | 13h 18m 24.3s  | −18° 18′ 40″ | 27.8      | G5V     | 5,558        | −0.02             | [ 4 ]        |
| 큰부리새자리 제타       | 00h 20m 04.3s  | –64° 52′ 29″ | 28.0      | F9.5V   | 5,956        | −0.14             | [ 5 ]        |
| 오리온자리 키1 A        | 05h 54m 23.0s  | +20° 16′ 34″ | 28.3      | G0V     | 5,902        | −0.16             | [ 6 ]        |
| 머리털자리 베타         | 13h 11m 52.4s  | +27° 52′ 41″ | 29.8      | G0V     | 5,970        | −0.06             | [ 6 ]        |
| HR 4523 A               | 11h 46m 31.1s  | –40° 30′ 01″ | 30.1      | G5V     | 5,629        | −0.29             | [ 4 ]        |
| 큰곰자리 61             | 11h 41m 03.0s  | +34° 12′ 06″ | 31.1      | G8V     | 5,483        | −0.12             | [ 6 ]        |
| HR 4458 A               | 11h 34m 29.5s  | –32° 49′ 53″ | 31.1      | K0V     | 5,629        | −0.29             | [ 4 ]        |
| HR 511                  | 01h 47m 44.8s  | +63° 51′ 09″ | 32.8      | K0V     | 5,333        | +0.05             | [ 6 ]        |
| 테이블산자리 알파       | 06h 10m 14.5s  | –74° 45′ 11″ | 33.1      | G5V     | 5,594        | +0.10             | [ 5 ]        |
| 그물자리 제타1          | 03h 17m 46.2s  | −62° 34′ 31″ | 39.5      | G3–5V   | 5,733        | −0.22             | [ 5 ]        |
| 그물자리 제타2          | 03h 18m 12.8s  | −62° 30′ 23″ | 39.5      | G2V     | 5,843        | −0.23             | [ 5 ]        |
| 게자리 55               | 08h 52m 35.81s | +28° 19′ 51″ | 40.3      | G8V     | 5,235        | +0.25             | [ 10 ]       |
| HD 69830                | 08h 18m 23.9s  | −12° 37′ 56″ | 40.6      | K0V     | 5,410        | −0.03             | [ 5 ]        |
| HD 10307                | 01h 41m 47.1s  | +42° 36′ 48″ | 41.2      | G1.5V   | 5,848        | −0.05             | [ 6 ]        |
| HD 147513               | 16h 24m 01.3s  | −39° 11′ 35″ | 42.0      | G1V     | 5,858        | +0.03             | [ 4 ]        |
| 에리다누스자리 58       | 04h 47m 36.3s  | −16° 56′ 04″ | 43.3      | G3V     | 5,868        | +0.02             | [ 5 ]        |
| 안드로메다자리 웁실론 A | 01h 36m 47.8s  | +41° 24′ 20″ | 44.0      | F8V     | 6,212        | +0.13             | [ 5 ]        |
| HD 211415 A             | 22h 18m 15.6s  | –53° 37′ 37″ | 44.4      | G1–3V   | 5,890        | −0.17             | [ 5 ]        |
| 큰곰자리 47             | 10h 59m 28.0s  | +40° 25′ 49″ | 45.9      | G1V     | 5,954        | +0.06             | [ 5 ]        |
| 화로자리 알파 A         | 03h 12m 04.3s  | −28° 59′ 21″ | 46.0      | F6V     | 6,275        | −0.19             | [ 5 ]        |
| 뱀자리 프시 A           | 15h 44m 01.8s  | +02° 30′ 55″ | 47.9      | G5V     | 5,636        | −0.03             | [ 6 ]        |
| HD 84117                | 09h 42m 14.4s  | –23° 54′ 56″ | 48.5      | F8V     | 6,167        | −0.03             | [ 5 ]        |
| HD 4391                 | 00h 45m 45.6s  | –47° 33′ 07″ | 48.6      | G3V     | 5,878        | −0.03             | [ 5 ]        |
| 작은사자자리 20         | 10h 01m 00.7s  | +31° 55′ 25″ | 49.1      | G3V     | 5,741        | +0.20             | [ 6 ]        |
| 봉황자리 누             | 01h 15m 11.1s  | –45° 31′ 54″ | 49.3      | F8V     | 6,140        | +0.18             | [ 5 ]        |
| 페가수스자리 51         | 22h 57m 28.0s  | +20° 46′ 08″ | 50.9      | G2.5IVa | 5,804        | +0.20             | [ 5 ]        |

### 쌍둥이 태양
쌍둥이 태양은 유사 태양의 조건을 갖춤과 동시에 다음 조건을 더 만족해야 한다.
- 태양의 표면 온도와 50K 이상 차이가 나면 안 된다.(5720~5830K)
- 중원소 함유량은 태양의 89~112%이다.(지수로는 ± 0.05 차이) 이는 항성 탄생 초기 원시행성계원반에 있던 무거운 물질의 양이 태양계와 거의 같아야 한다는 뜻이다.
- 단독성(單獨星)이어야 하고, 동반성이 있으면 안 된다. 태양은 단독성이다.
- 나이는 35억~56억 살 사이이다.

아래 표에는 지구로부터 가까운 순서대로 쌍둥이 태양의 자격을 만족하는 항성을 수록했다. 태양은 비교를 위해 함께 실었다.
| 천체명      | J2000 좌표      | J2000 좌표   | 거리 (ly) | 분광형 | 표면온도 (K) | 중원소함량 (지수) | 나이 (10억 년) | 출처          |
| 천체명      | 적경            | 적위         | 거리 (ly) | 분광형 | 표면온도 (K) | 중원소함량 (지수) | 나이 (10억 년) | 출처          |
| ----------- | --------------- | ------------ | --------- | ------ | ------------ | ----------------- | -------------- | ------------- |
| 태양        | —               | —            | 0.00      | G2V    | 5,778        | +0.00             | 4.6            | [ 12 ]        |
| 전갈자리 18 | 16h 15m 37.3s   | –08° 22′ 06″ | 45.1      | G2Va   | 5,790        | −0.03             | 5.0            | [ 13 ] [ 14 ] |
| HD 9986     | 01h 37m 40.9s   | +12° 04′ 42″ | 84        | G2V    | 5,785        | +0.09             | 3.4            | [ 14 ]        |
| HD 150248   | 16h 41m 49.8s   | –45° 22′ 07″ | 88        | G2     | 5,750        | −0.04             | 6.2            | [ 14 ]        |
| HD 164595   | 18h 00m 38.9s   | +29° 34′ 19″ | 91        | G2     | 5,810        | −0.04             | 4.5            | [ 14 ]        |
| HD 195034   | 20h 28m 11.8s   | +22° 07′ 44″ | 92        | G5     | 5,760        | −0.04             | 2.9            | [ 15 ]        |
| HD 117939   | 13h 34m 32.6s   | –38° 54′ 26″ | 98        | G3     | 5,730        | −0.10             | 6.1            | [ 14 ]        |
| HD 138573   | 15h 32m 43.7s   | +10° 58′ 06″ | 101       | G5IV-V | 5,760        | +0.00             | 5.6            | [ 14 ] [ 16 ] |
| HD 71334    | 08h 25m 49.5s   | −29° 55′ 50″ | 124       | G2     | 5,770        | −0.06             | 5.1            | [ 14 ]        |
| HD 98649    | 11h 20m 51.769s | –23° 13′ 02″ | 137       | G3     | 5,770        | −0.02             | 4.7            | [ 14 ]        |
| HD 134664   | 15h 12m 10.4s   | –30° 53′ 11″ | 140       | G3     | 5,810        | +0.13             | 2.6            | [ 14 ]        |
| HD 143436   | 16h 00m 18.8s   | +00° 08′ 13″ | 141       | G0     | 5,768        | +0.00             | 3.8            | [ 16 ]        |
| HD 129357   | 14h 41m 22.4s   | +29° 03′ 32″ | 154       | G2V    | 5,749        | −0.02             | 8.2            | [ 16 ]        |
| HD 118598   | 13h 38m 13.7s   | −23° 41′ 20″ | 160       | G2     | 5,800        | +0.02             | 4.3            | [ 14 ]        |
| HD 133600   | 15h 05m 13.2s   | +06° 17′ 24″ | 171       | G0     | 5,808        | +0.02             | 6.3            | [ 13 ]        |
| HD 115382   | 13h 16m 48.4s   | +12° 24′ 56″ | 176       | G1     | 5,780        | −0.08             | 6.1            | [ 14 ]        |
| HD 101364   | 11h 40m 28.5s   | +69° 00′ 31″ | 208       | G5V    | 5,795        | +0.02             | 3.5            | [ 13 ] [ 17 ] |
| BD +15 3364 | 18h 07m 18.6s   | +15° 56′ 46″ | 209       | G2     | 5,785        | 0.07              | 3.8            | [ 14 ]        |
| HD 197027   | 20h 41m 54.6s   | –27° 12′ 57″ | 250       | G3V    | 5,723        | −0.013            | 8.2            | [ 18 ]        |
| YBP 1194    | 08h 51m 00.8s   | +11° 48′ 53″ | 2934      | G5V    | 5,780        | +0.023            | 4.2            | [ 19 ]        |

사냥개자리 베타, 쌍둥이자리 37, 백조자리 16 등이 쌍둥이 태양 후보로 언급되기도 한다. 그러나 이 셋은 엄밀히 따질 때 쌍둥이로서의 자격을 갖추지 못한다. 사냥개자리 베타와 쌍둥이자리 37은 중원소함량이 너무 적고, 백조자리 16 B는 너무 늙었다.(최소 70~80억 살) 사냥개자리 베타는 위 유사 태양 문단에서 이미 언급했다.

## 인류 거주 가능성에 의한 분류
쌍둥이 태양을 정하는 기준이 어머니 항성의 유사성이 아니라 지구처럼 인간이 살 수 있는 행성을 거느릴 수 있는지의 여부로 정해지기도 한다. 여기에 쓰이는 주요 기준으로는 밝기의 변화량, 질량, 나이, 중원소(重元素) 함유량, 짝별이 가까운 곳에 있는지의 여부 등이 있다.
- 나이는 최소 30억 년은 되어야 한다.
- 주계열 단계
- 변광성이 아니어야 함
- 암석 행성을 거느릴 수 있어야 한다.
- 아주 안정적인 생명체 거주가능영역을 만들고 있어야 함

항성이 주계열 단계에서 최소 30억 년 머무를 수 있기 위한 질량 상한선은 태양의 1.5배로 분광형상 F5 V에 해당된다. 이런 별의 밝기는 주계열 단계의 끝에서 절대등급으로 2.5, 태양광도의 8.55 배이다.
밝기 변화량의 허용치는 전체 밝기의 1% 이내이나 측정자료의 한계 때문에 실질적 허용치는 전체 밝기 3% 이내이다. 짝별의 공전궤도가 타원일 경우 가상행성에 가하는 빛의 양이 증가할 수 있는데 이 점도 고려할 사안이다.
세 개 이상 항성으로 이루어진 다중성계 내 암석행성은 안정적인 공전궤도를 오랫동안 갖지 못할 것이다. 쌍성계에서 안정적인 궤도가 형성되는 모형은 두 가지가 있는데, 하나는 S형으로 두 별 중 한 별의 주위를 도는 것이고 다른 하나는 P형으로 두 별을 하나의 항성처럼 삼아 쌍성의 주위를 도는 것이다. 타원궤도 가스행성 역시 생물권 내 행성의 궤도를 뒤틀어놓을 수 있다.
지구와 비슷한 암석행성이 만들어지기 위해서는 항성계의 중원소함량이 태양계의 40%([Fe/H] = −0.4)는 넘어야 한다. 중원소가 많은 항성계에는 가스 행성이 태어날 확률도 높으나 이것이 생명체 탄생에 반드시 부정적으로 작용하는 것은 아니다. 생물권을 도는 가스 행성이 지구 크기의 위성을 거느릴 수도 있기 때문이다.
상기 조건들을 만족하는 예 중 하나로 HD 70642를 꼽을 수 있다.

## 같이 보기
- 행성 거주가능성